# Changshou Hu
Changshou Hu (kinesiska: 长寿湖) är en sjö i Kina. Den ligger i storstadsområdet Chongqing, i den sydvästra delen av landet, omkring 80 kilometer nordost om det centrala stadsdistriktet Yuzhong. Changshou Hu ligger 329 meter över havet. Arean är 27,3 kvadratkilometer. I omgivningarna runt Changshou Hu växer i huvudsak blandskog. Den sträcker sig 15,8 kilometer i nord-sydlig riktning, och 14,2 kilometer i öst-västlig riktning.
Genomsnittlig årsnederbörd är 1 492 millimeter. Den regnigaste månaden är september, med i genomsnitt 255 mm nederbörd, och den torraste är januari, med 18 mm nederbörd.